# أكيهيرو غونو
أكيهيرو غونو (باليابانية: 郷野聡寛؛ مواليد 7 أكتوبر 1974) هو مُقاتل فنون قتالية مختلطة ياباني.

## وصلات خارجية
- ريك هاون على موقع يو إف سي (الإنجليزية)
- ريك هاون على موقع بيلاتور (الإنجليزية)
- ريك هاون على موقع شيردوغ (الإنجليزية)
- ريك هاون على موقع IMDb (الإنجليزية)
- ريك هاون على موقع قاعدة بيانات الفيلم (الإنجليزية)